# Poelmo, slaaf van het zuiden (voor meisjes die van dieren houden)
Poelmo, slaaf van het zuiden (voor meisjes die van dieren houden) is een Nederlands theaterprogramma van Hans Teeuwen, Pieter Bouwman en Gummbah. Het programma werd opgevoerd in Het Betty Asfalt Complex in Amsterdam in de periode 2000-2001. Het programma bestaat uit een aaneenschakeling van diverse absurdistische sketches waarin het drietal vaak dezelfde typetjes speelt.
Het stuk werd enthousiast ontvangen door het publiek. Hierop besloot de VPRO het programma te registreren op film en dit vanaf 6 januari 2002 uit te zenden op televisie. Van deze opnames zijn later nog een videoband en een DVD uitgebracht.

## DVD
Op de achterkant van de Poelmo DVD-hoes is te lezen:
"Artisten zijn sterk, broos en knettergek tegelijkertijd, zo luidt het cliché. Om van homoseksueel, dronken en in de war nog maar te zwijgen! In 'Poelmo, Slaaf van het Zuiden' trekken drie artiesten ten strijde tegen deze vooroordelen. Het resultaat is een mokerslag in het gezicht van ieder weldenkend mens, en een dolle rit in een stilstaande draaimolen.
Kortom: Poelmo is een, wellicht onbedoeld, overtuigend en tijdloos manifest tegen artiesten waar ook ter wereld!"
De tracklist van de DVD is als volgt:
1. Schmelk
2. Sartre
3. Toekomstmuziek
4. Telefoongesprekken
5. Schoolmusical
6. Worsten
7. Sekssymbool
8. The Sadist
9. Sterren
10. Duits Bier
11. Betty Stöve memorial
12. Oneliners
13. Mein Vater is ein Rocker
14. De Test
15. Snowwhite
16. Mannen en vrouwen
17. Dieren uit het dierenrijk
18. Smurf uit Meppel

1. Boeken
2. Bulsma
3. Albanië
4. Drelletje
5. Frederik & Evert
6. Onbeperkte macht
7. Eppe en Brendo
8. Manuel Steldens
9. Poëzie
10. Engelsman
11. Zigeuners
12. Droom
13. Pelgrim
14. Wolven
15. Succes halen
16. Toegift boeken

1. De betere kleedkamerscènes
2. Beweegredenen